# Кюменлааксон Сяхке (стадіон)
«Кюменлааксон Сяхке Стадіон» (фін. Kymenlaakson Sähkö Stadion) — багатофункціональний стадіон у місті Коувола, Фінляндія, домашня арена ФК «МюПа».
Стадіон побудований та відкритий 1995 року. У 1996 році споруджено основну трибуну та встановлено систему освітлення. 2000 року збудовано нову С-подібну трибуну. У результаті реконструкції 2007 року було реконструйовано всі трибунні конструкції та встановлено потужність 4 167 глядачів. У 2012 році облаштовано підтрибунні приміщення.